# José María Benegas Haddad
José María Benegas Haddad, més conegut com a Txiki Benegas (Caracas, 25 de juliol de 1948 - Madrid, 25 d'agost de 2015), va ser un polític i advocat basc. Membre del Partit Socialista d'Euskadi integrat en el Partit Socialista Obrer Espanyol. Era fill del militant del PNB José María Benegas Echeverría i pare de Pablo, guitarrista del grup de pop espanyol La Oreja de Van Gogh, i germà de Doris Benegas Haddad.
Llicenciat en Dret, va ser Diputat al Congrés ininterrompudament des de 1977, obtenint l'última vegada l'escó el 2004 per Biscaia. Va ser membre de la Comissió Executiva Federal del PSOE com a secretari d'Organització i com Vocal, quan va ser clau la seva participació en el Congrés de Suresnes per a l'elecció de Felipe González com líder de l'organització. Va ser important la seva aportació en el debat del projecte de la Constitució de 1978 i de l'Estatut de Guernica de 1979. Va formar part dels membres que van negociar i van signar el Pacte d'Ajuria Enea el 12 de gener de 1988.
Va ocupar el càrrec de Conseller d'Interior en el Consell General del País Basc presidit per Ramón Rubial el 1978 i a les eleccions al Parlament Basc de 1980 fou elegit diputat per Guipúscoa. L'any 2000 se li va atribuir haver realitzat una proposta al llavors Secretari General socialista José Luis Rodríguez Zapatero per a iniciar un procés de fi de la violència al País Basc i que, amb la treva d'ETA de 2006, va seguir el President del Govern segons altre informe elaborat pel diputat del PP, Jaime Ignacio del Burgo.
Va publicar diverses obres, generalment assajos sobre el terrorisme d'ETA i era habitual articulista en diferents diaris nacionals. De les seves obres destaquen: El principio de la esperanza i Euskadi: sin la paz nada es posible el 1984; La razón socialista, 1990, El socialismo de lo pequeño, 1995; Poemas del amor y de la dictadura i Una propuesta de paz, 2000, Diccionario de terrorismo, 2004 i Diario de una tregua, 2007.